# Odorico
Odorico  è un nome proprio di persona italiano maschile.

## Varianti
- Maschili: Oderico[2][3]
- Femminili: Odorica[2], Oderica[2]

### Varianti in altre lingue
- Catalano: Odoric
- Ceco: Odorik
- Croato: Odorik
- Francese: Odoric
- Germanico: Audericus[4], Audricus[4], Autricus[4], Odarih[4], Otarih[4], Odorih[4], Odric[4], Otrih[4]
- Inglese: Odoric
- Latino: Odericus[1]
- Polacco: Odoryk
- Spagnolo: Odorico
- Tedesco: Odorich

## Origine e diffusione
Deriva dal nome germanico Audericus; è composto da aud (o audha, ôd, "ricchezza", "proprietà", "patrimonio", "possesso") e ric ("potente", "padrone", "signore"), e il suo significato complessivo può essere interpretato come "ricco e potente". È imparentato con il nome anglosassone Edric.
La sua diffusione è molto scarsa; è maggiormente riscontrabile in Friuli-Venezia Giulia, per via del culto locale di sant'Odorico.

## Onomastico
L'onomastico si può festeggiare il 14 gennaio in ricordo del beato Odorico da Pordenone, missionario francescano (ricordato come santo da molte fonti).

## Persone

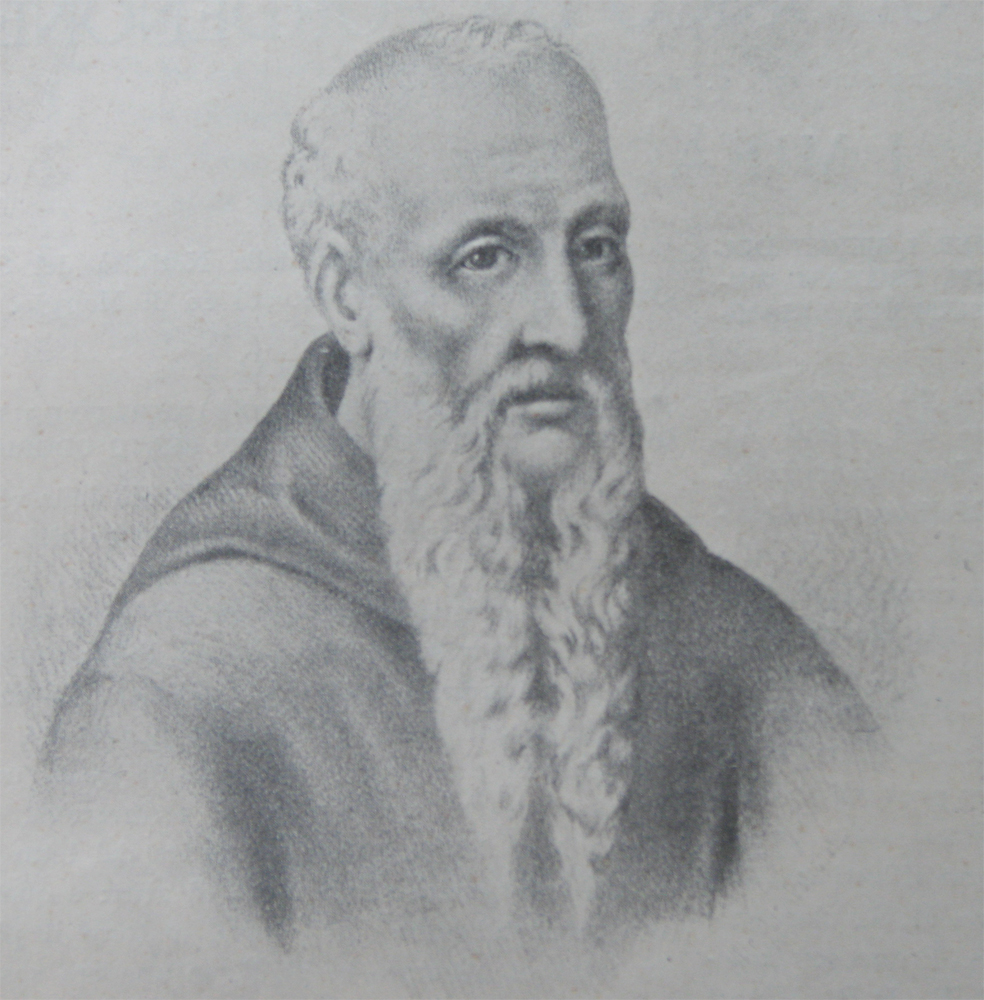
Odorico da Pordenone

- Odorico da Pordenone, religioso italiano
- Odorico Politi, pittore italiano
- Odorico Leovigildo Sáiz Pérez, vescovo cattolico spagnolo